# Гияни
Гияни (Giyani) — административный центр местного муниципалитета Большой Гияни и района Мопани в провинции Лимпопо (ЮАР).

## История
Город был основан в 1960-х годах в качестве административного центра для народа тсонга. В годы режима апартеида Гияни был столицей бантустана Газанкулу.